# Felipe Bacca
Felipe Bacca (Tunja,Boyacá 17 de noviembre de 2002) es un presentador de televisión y manager musical  colombiano naturalizado boliviano . 

## Carrera
Felipe Bacca nació en la localidad colombiana de Tunja. Realizó sus estudios básicos y secundarios en la misma ciudad.
A partir del 2018, incursionó como manager musical, trabajando con reconocidos artistas como Lady Noriega, Lady Yuliana, Paola Jara, Paulina Rubio y Olga Tañón. En 2020 llevó a cabo campañas promocionales de estas artistas, lo que le han valido el apodo de El manager más joven de Colombia.
A finales de 2020 Felipe se mudó a Santa Cruz De La Sierra, en Bolivia, e inició su carrera en la televisión de este país.  Ha trabajado en medios televisivos como Megavisión de enero a febrero de 2021 y luego en Pat de marzo a junio del mismo año. Posteriormente, estableció su residencia en La Paz y, hasta junio de 2023, fue uno de los presentadores principales en ATB, donde se convirtió en el rostro del noticiero matutino La 1ra de ATB.
En julio de 2023, Felipe Bacca viajo a Santo Domingo, República Dominicana. El 19 de septiembre del mismo año, comenzó a desarrollar un proyecto como presentador de televisión invitado en RNN, donde reporto temas internacionales para la revista informativa Infórmate hasta finales de abril de 2024.
En mayo de 2024 volvió a Bolivia y se alejo de las pantallas de televisión y en la actualidad se dedico a crear contenido politico, viajero y de cocina.

## Medios
- Megavision (2021-2021)

- PAT (2021-2021)

- ATB (2021-2023)

- RNN (desde 2023)